# Mărghita, Banatul de Sud
Mărghita (sârbă Margita, maghiară Nagymargita) este o localitate în Districtul Banatul de Sud, Voivodina, Serbia.

## Imagini

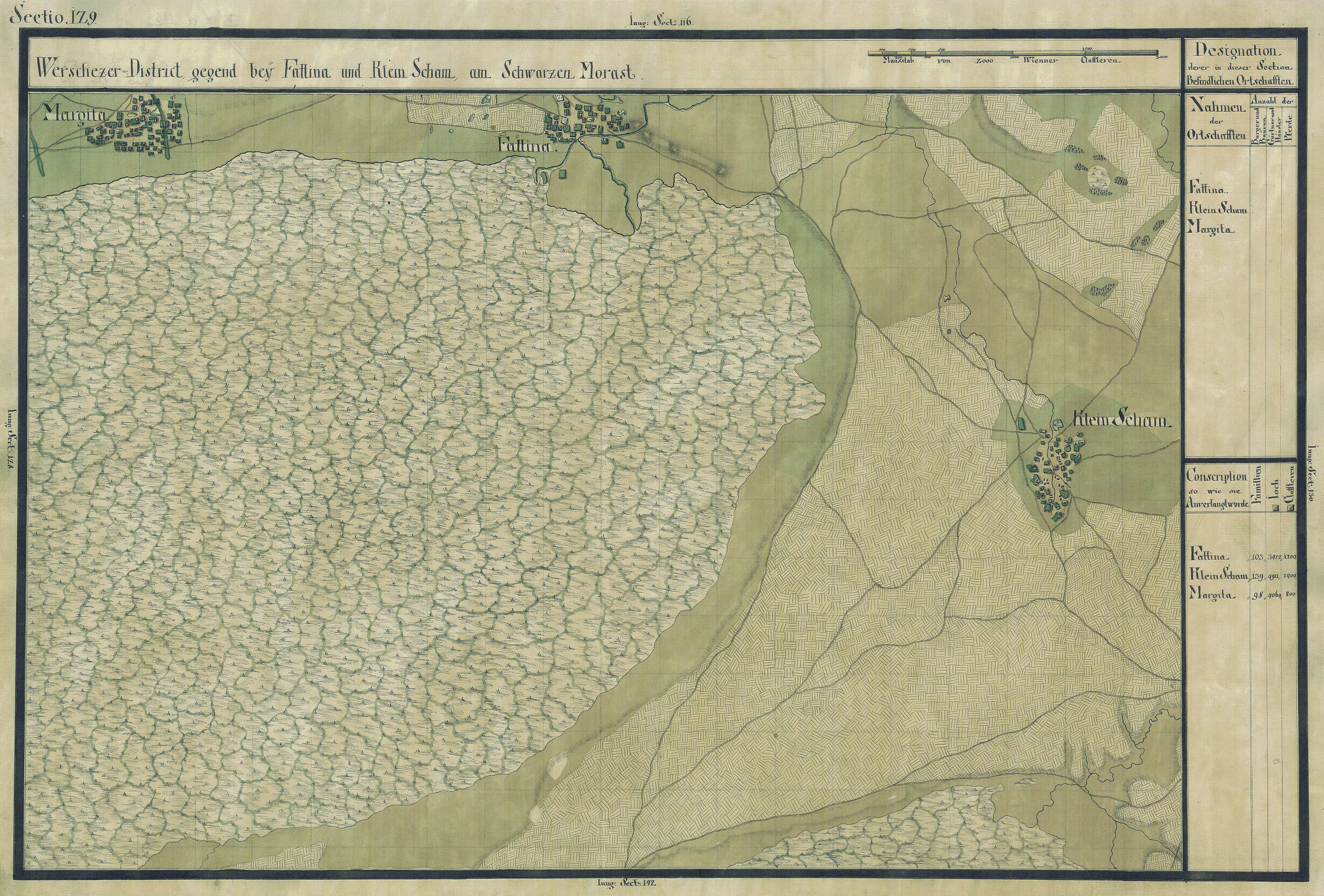
Mărghita în Harta Iosefină a Banatului, 1769-72
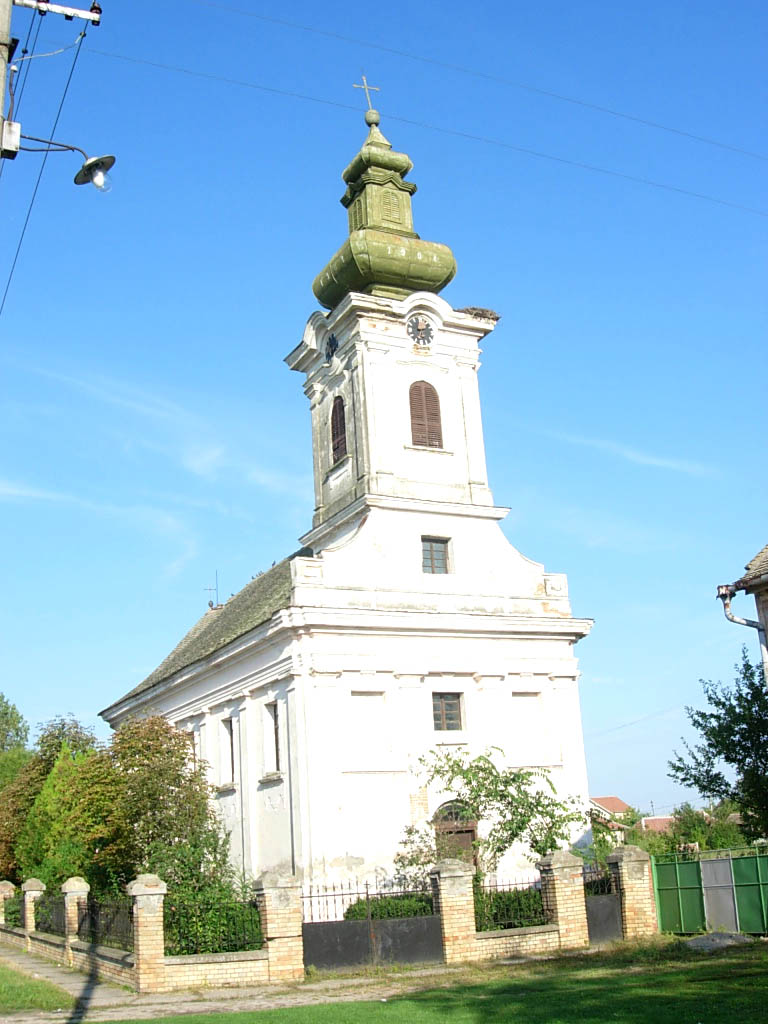
Biserica ortodoxă
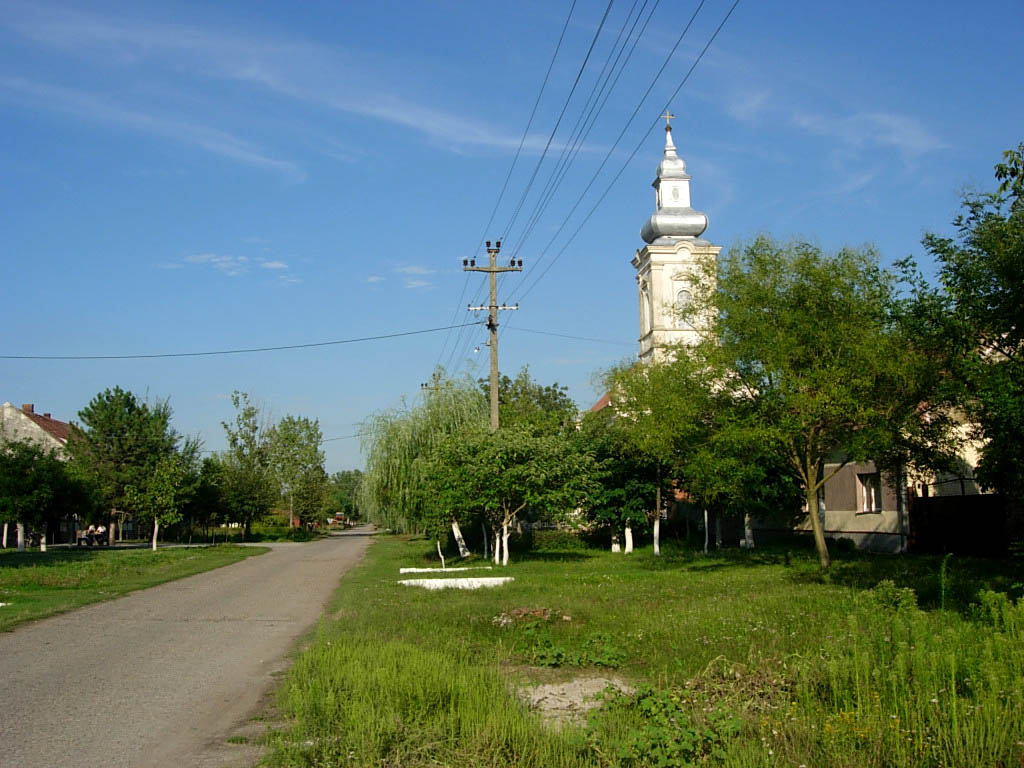
Biserica ortodoxă românească